# Camerig (plaats)

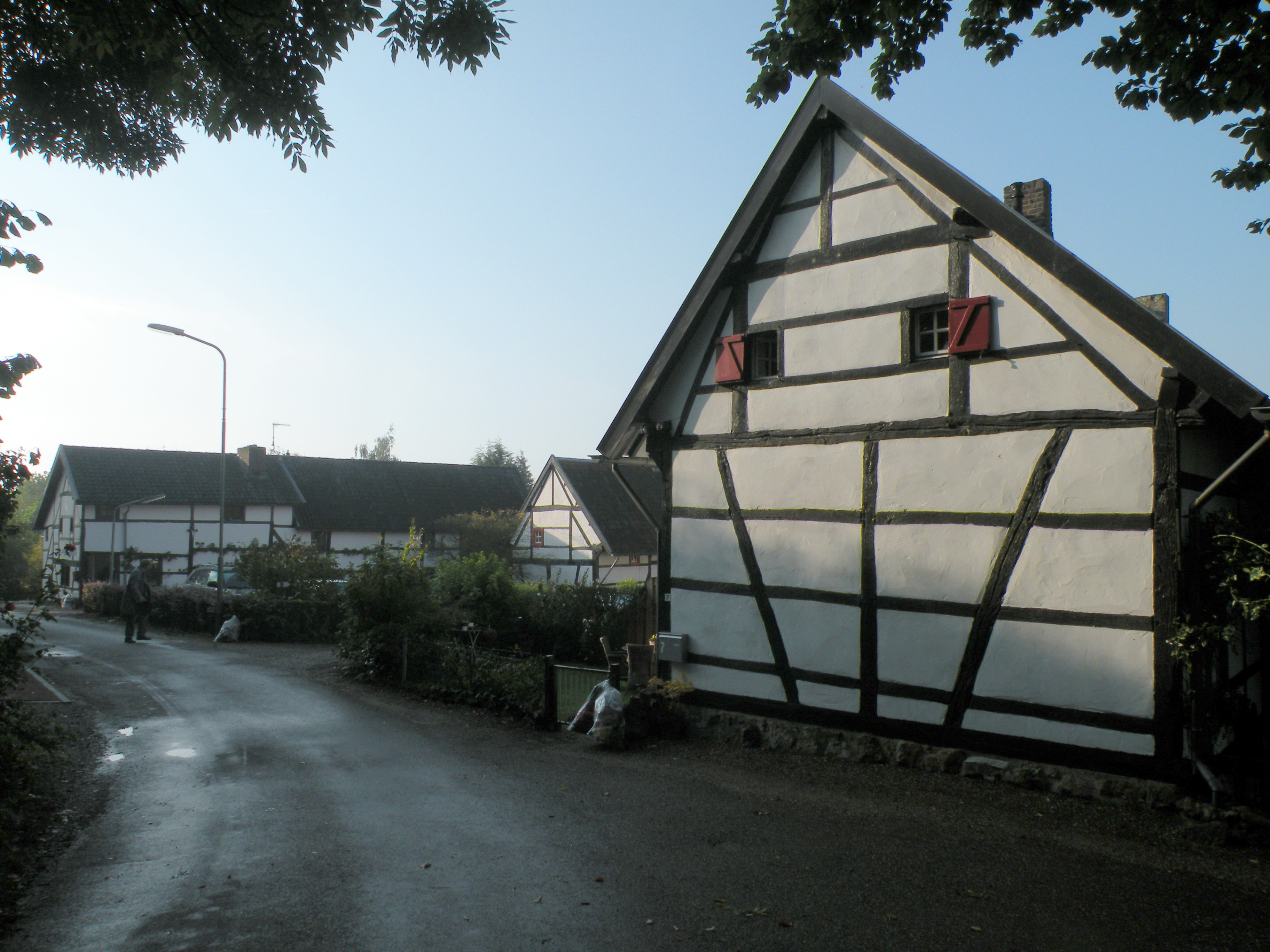
Vakwerkboerderijen in Camerig

Camerig (Limburgs: Komeresj of Gènzie) is een gehucht in de Nederlands-Limburgse gemeente Vaals.

## Ligging en landschap
Camerig ligt aan de rand van het Vijlenerbos op een hoogte van circa 160-180 meter boven NAP. Vanuit deze plek heeft men een goed uitzicht over het Geuldal, de oostelijke Ardennen en het noorden van de Eifel. Bij Camerig monden verschillende beken uit in de Geul, van zuid naar noord de Belleterbeek, Lousbergbeek, Lingbergbeek, Klopdriesscherbeek en Camerigerbeek.
Camerig maakt deel uit van het Rijksbeschermd gezicht Camerig-Cottessen.
Camerig is opgenomen in de Mergellandroute. Onder motorrijders geniet de omgeving bekendheid. De helling Camerig van Epen naar het Vijlenerbos geniet bekendheid onder wielrenners. De beklimming is de langste en de zwaarste van heel Nederland. Verder zijn er in de omgeving diverse paardrijroutes. Vanwege het (kleinschalige) toerisme bevindt zich nabij het gehucht een camping en een restaurant.
Ten noorden van Camerig bevindt zich een terrein waarin sporen zijn gevonden van een ijzersmelterij, waarschijnlijk uit de Romeinse tijd.

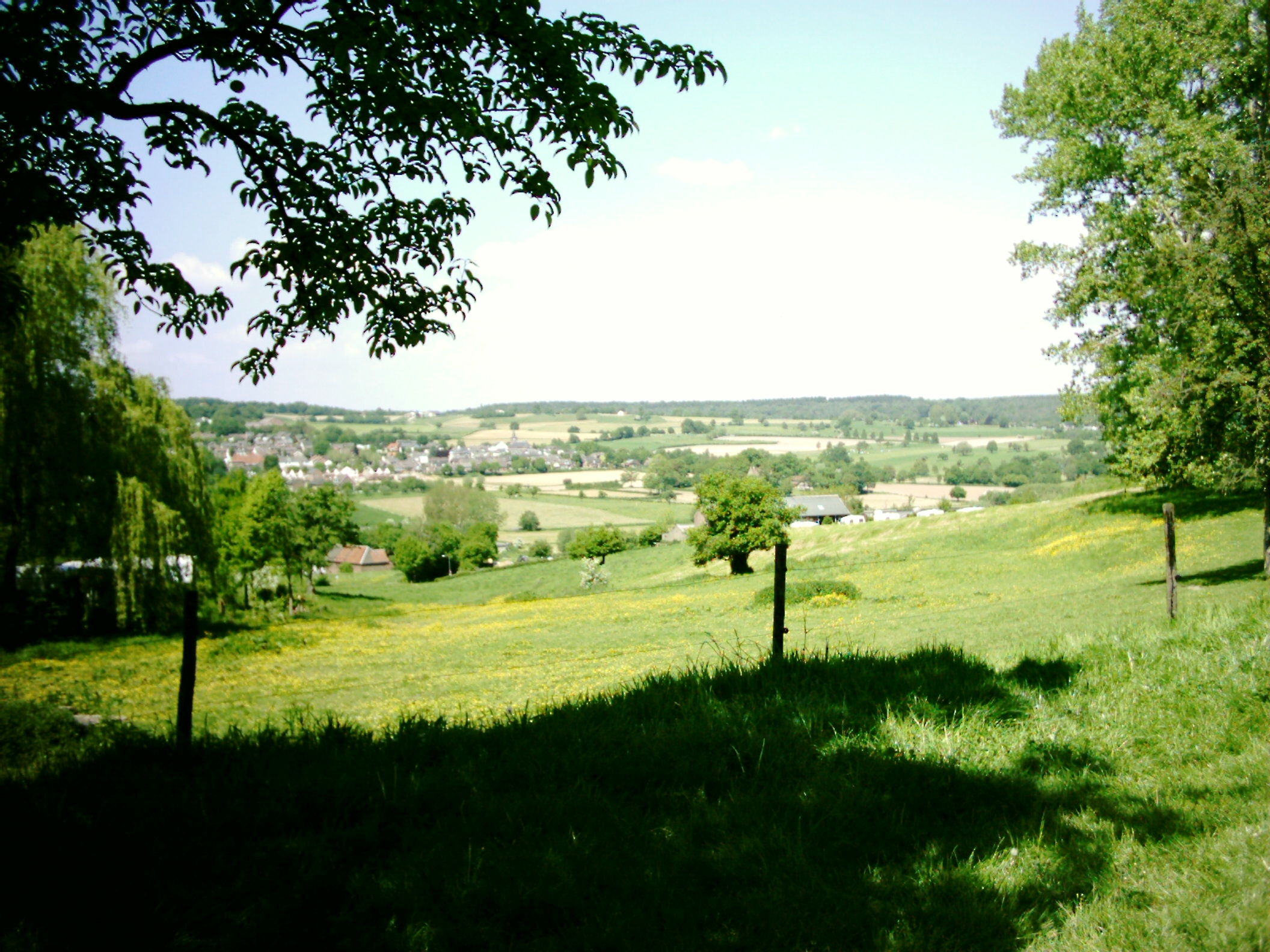
Uitzicht op Epen
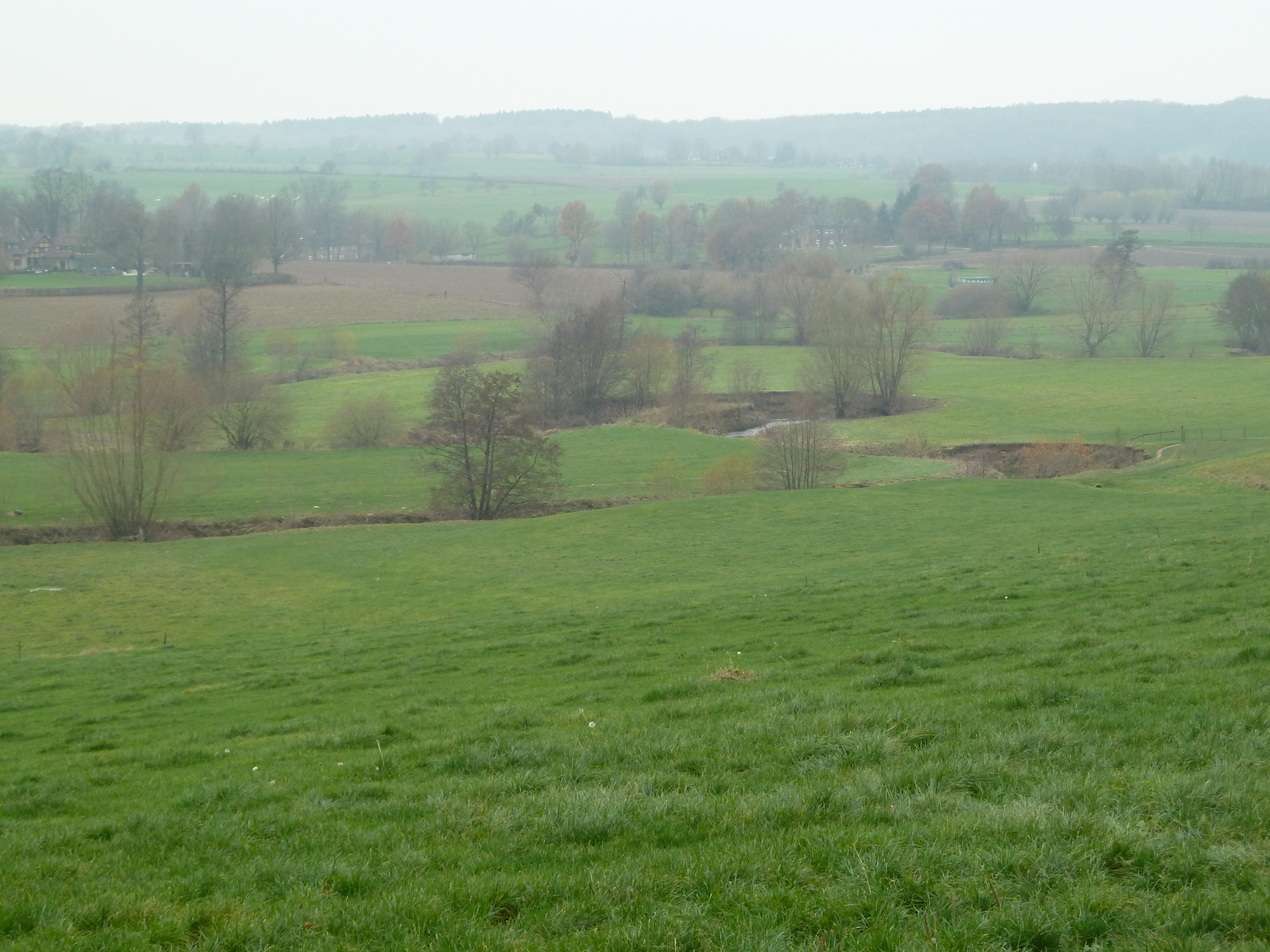
Uitzicht op het Geuldal
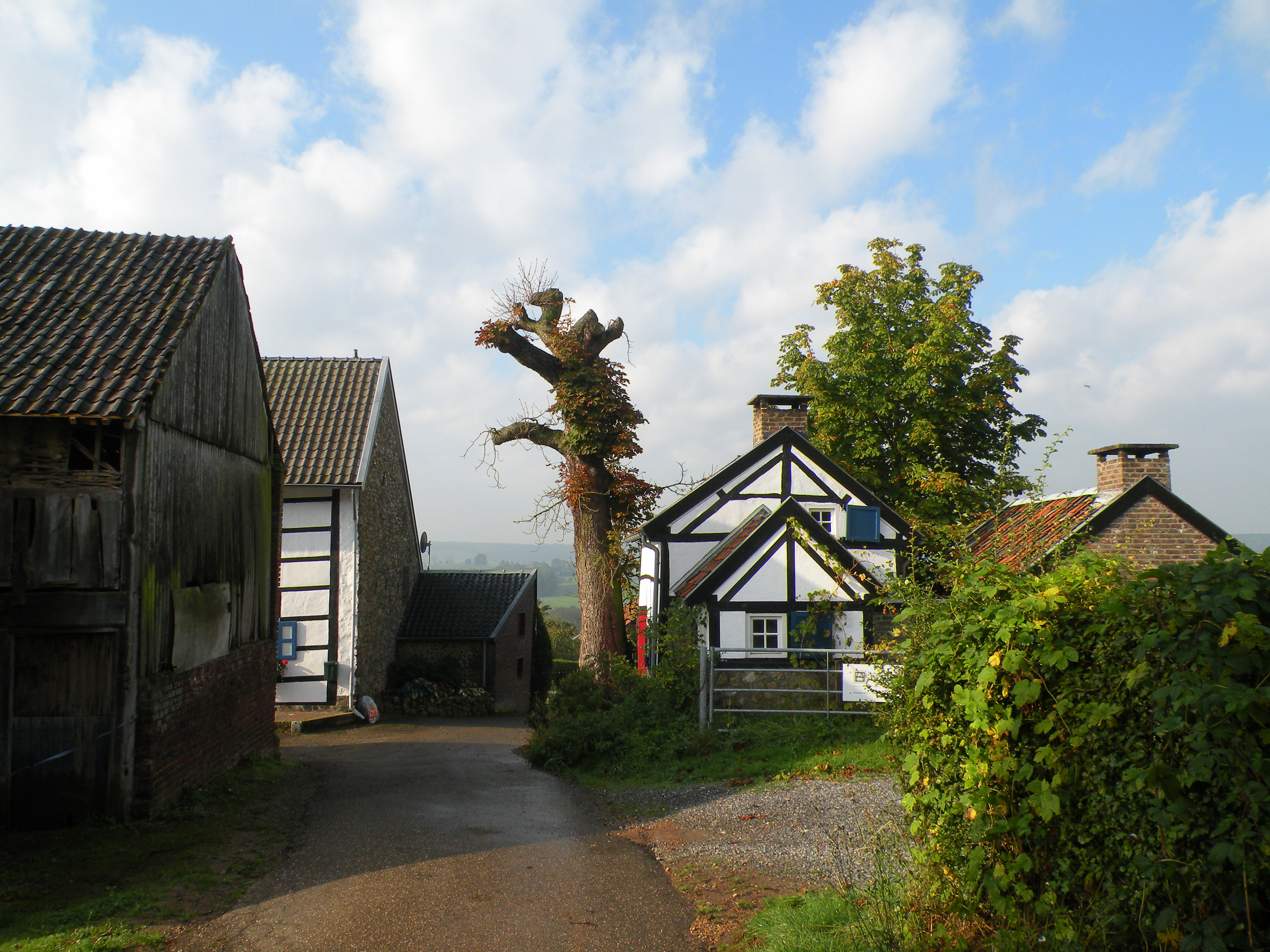
Vakwerkhuizen
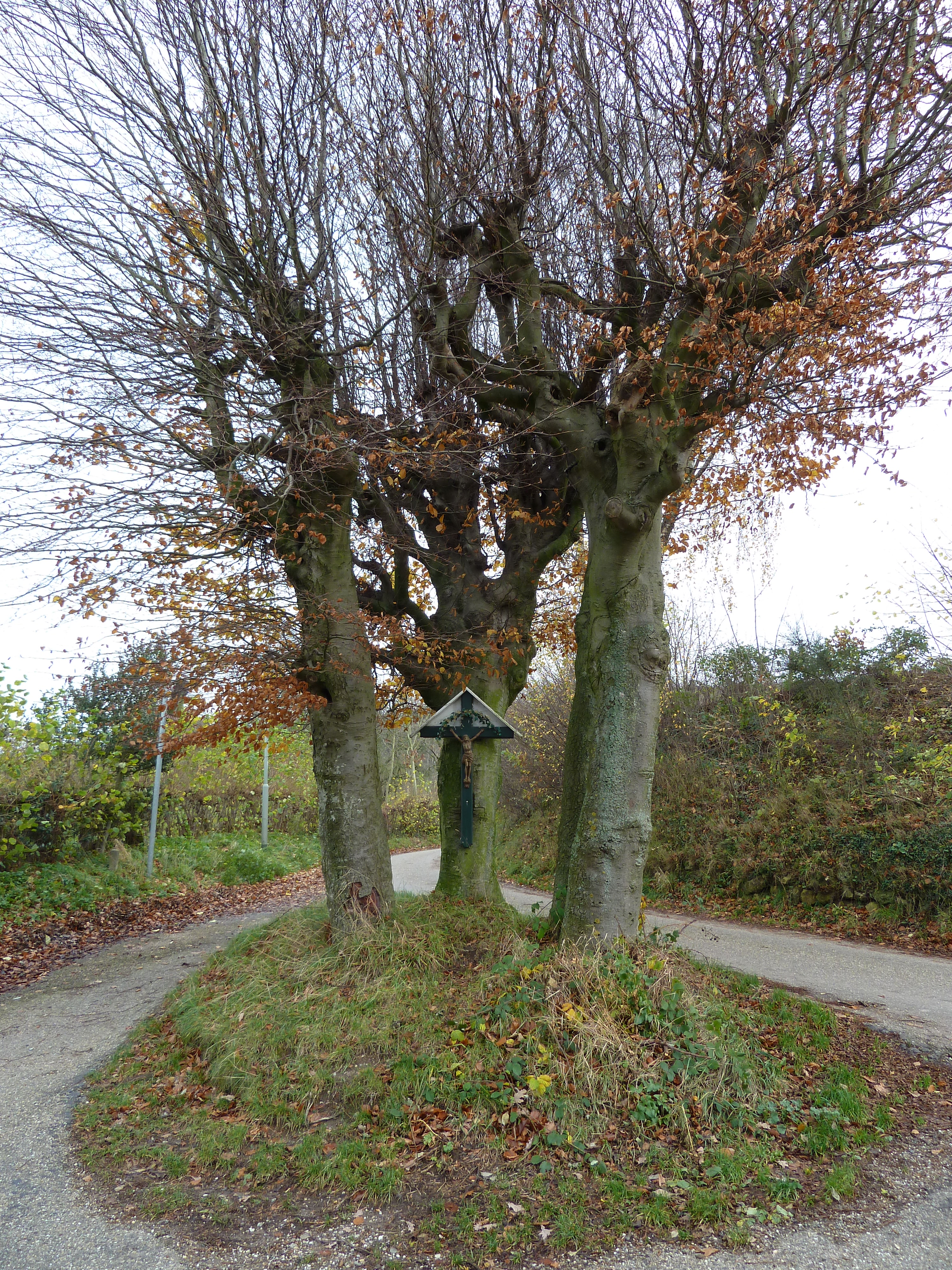
Wegkruis

## Vakwerkboerderijen
Camerig maakt, samen met het naburige gehucht Cottessen, deel uit van het rijksbeschermd gezicht Camerig-Cottessen. Camerig telt 11 rijksmonumenten, alle vakwerkboerderijen, merendeels uit de 18e eeuw.

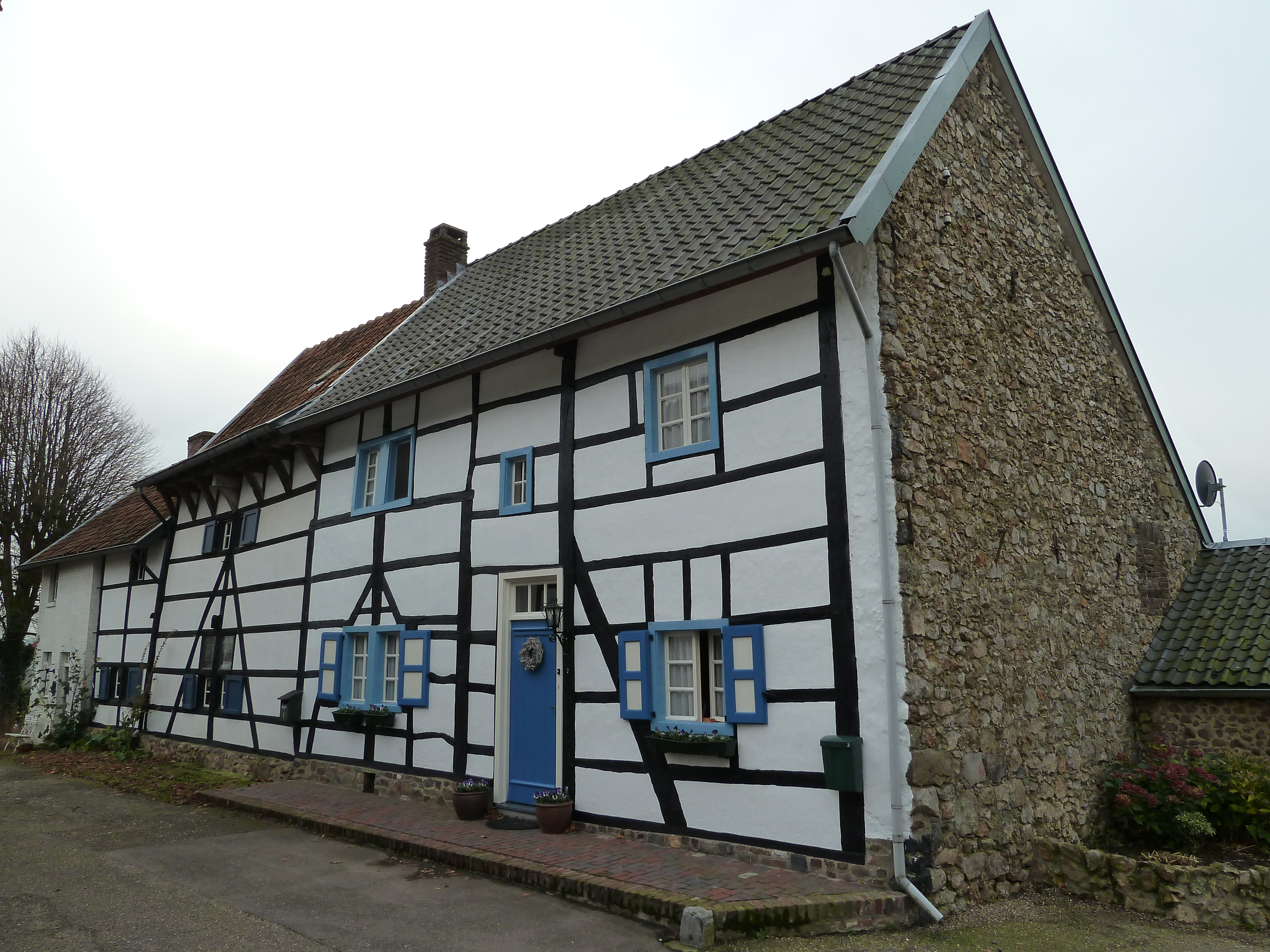
Camerig 2
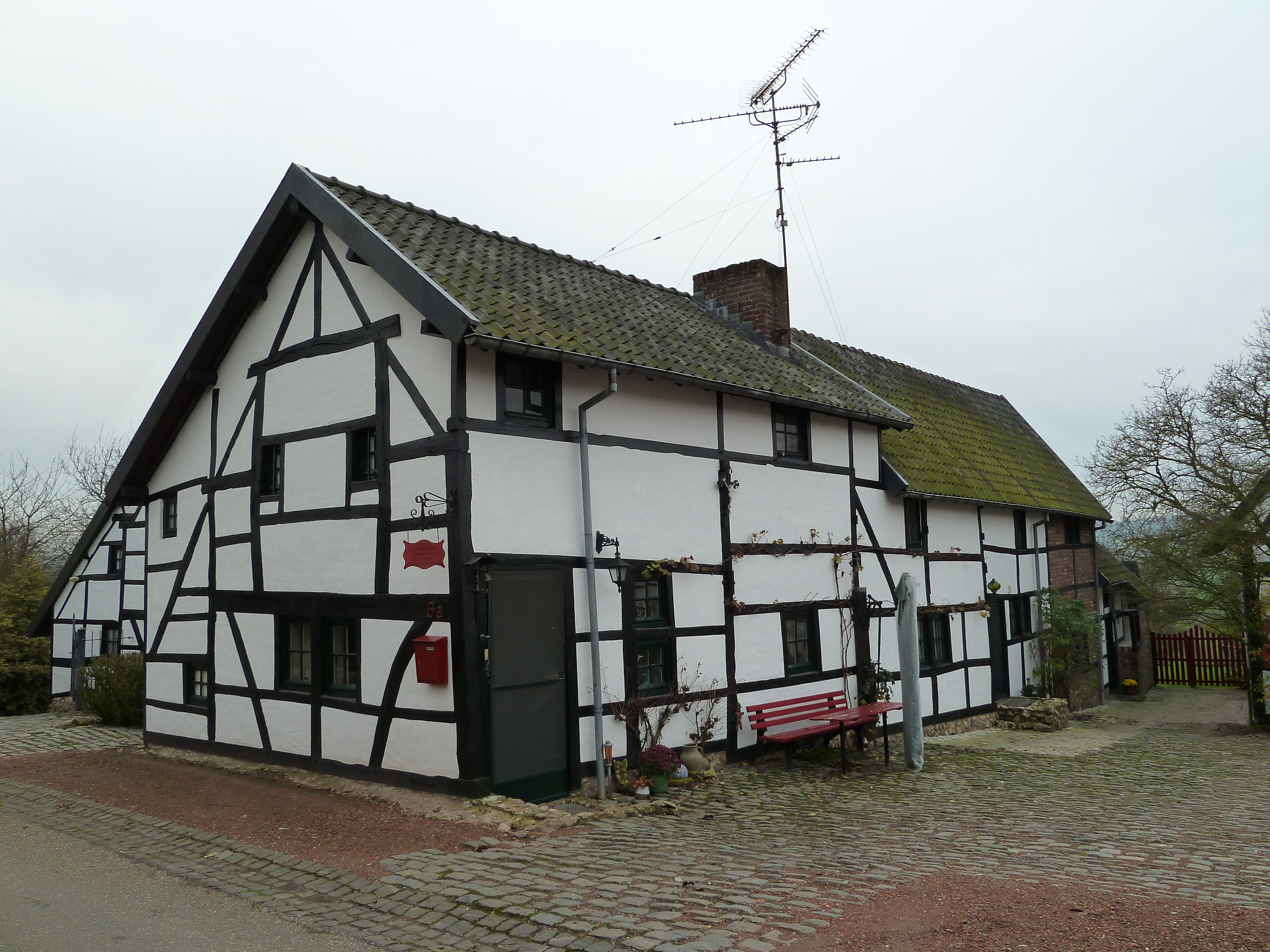
Camerig 6
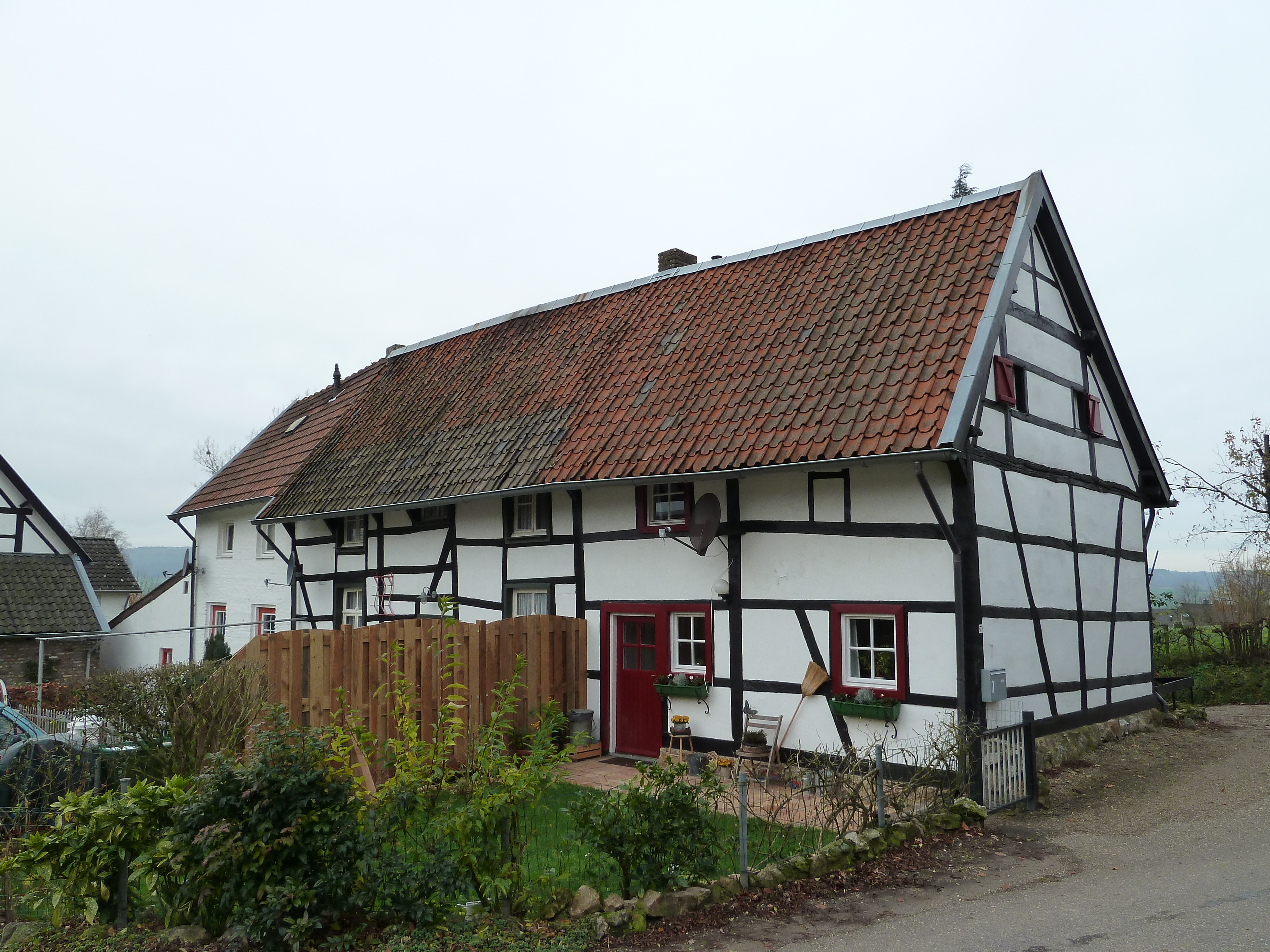
Camerig 7
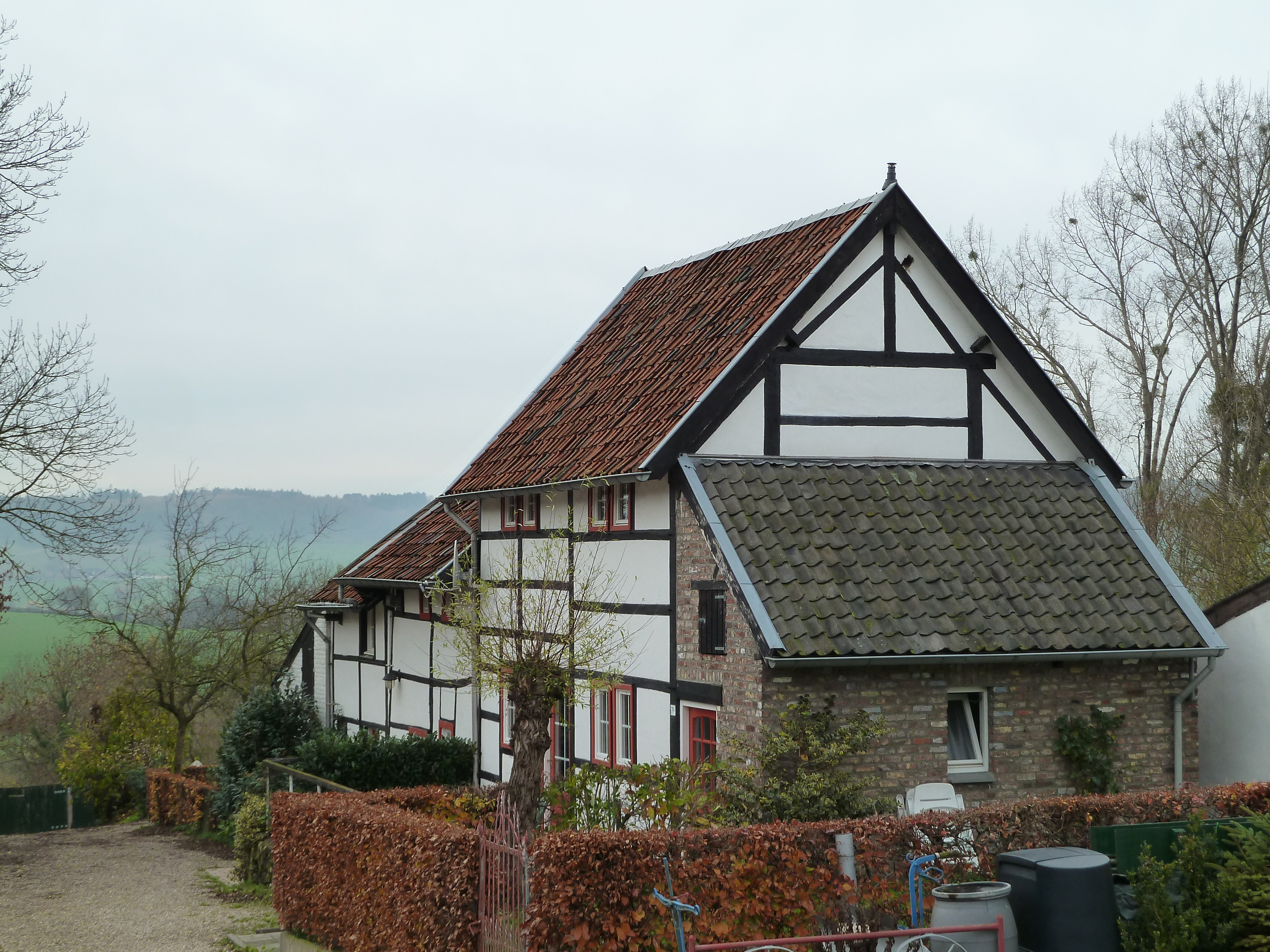
Camerig 9